# أنجيلا سالم
أنجيلا سالم (بالإنجليزية: Angela Salem) (24 يوليو 1988 بآكرون في الولايات المتحدة - ) هي لاعبة كرة قدم أمريكية في مركز الوسط. لعبت مع بوسطن بريكرز وسكاي بلو ونيوكاسل يونايتد جتس ووسترن نيويورك فلاش وواشنطن سبيريت وNewcastle Jets FC (W-League) ‏ ووسترن نيويورك فلاش وÅland United ‏ وAtlanta Beat (WPS) ‏.

## وصلات خارجية
- أنجيلا سالم على موقع قاعدة بيانات كرة القدم.إي يو (الإنجليزية)
- أنجيلا سالم على موقع Soccerway.com (الإنجليزية)
- أنجيلا سالم على موقع عالم كرة القدم.نت (الإنجليزية)